# La colina de las amapolas
La colina de las amapolas (コクリコ坂から Kokuriko-zaka kara?, lit. Desde la colina de las amapolas) es una película de animación japonesa estrenada el 16 de julio de 2011 por la productora Studio Ghibli, basada en el manga Desde el monte de amapolas de Tetsurō Sayama y Chizuru Takahashi. Su director es Goro Miyazaki, hijo de Hayao Miyazaki y director de otra película de Studio Ghibli, Cuentos de Terramar. Se trata del decimonoveno largometraje producido por Ghibli.

## Argumento
La historia se desarrolla en el Japón de 1963. Umi Matsuzaki es una estudiante de secundaria que, en ausencia de su madre, cuida a sus dos hermanos menores, Sora y Riku, así como también de su abuela, a la par que administra una pensión de estilo occidental llamada el Coquelicot Manor, ubicada en lo alto de una colina y cercana al mar. Umi compagina tranquilamente sus responsabilidades con su vida escolar. Un día conoce a Shun Kazama, un muchacho miembro del club de periodismo, y Shirō Mizunuma, presidente del consejo estudiantil. Ambos son representantes del Quartier Latin, un edificio antiguo que alberga las diferentes asociaciones y grupos de estudiantes y que corre peligro de ser demolido por la renovación de edificios con motivo de los Juegos Olímpicos de Tokio de 1964. Entre Umi y Kazama surgirá una profunda amistad que podría verse complicada con el inesperado descubrimiento de un secreto del pasado. Juntos descubrirán una forma de convivir entre el turbio pasado, el difícil presente y el esperanzador futuro en un momento del tiempo donde Japón empezaba a levantar cabeza.

## Voces
| Personaje         | Seiyū             | Actores de voz     | Actores de voz           |
| ----------------- | ----------------- | ------------------ | ------------------------ |
| Umi Matsuzaki     | Masami Nagasawa   | Jocelyn Robles     | Sarah Bolger             |
| Shun Kazama       | Jun'ichi Okada    | Arturo Cataño      | Anton Yelchin            |
| Shirō Mizunuma    | Shunsuke Kazama   | Jesús Barrero      | Charlie Saxton           |
| Hana Matsuzaki    | Keiko Takeshita   | Magdalena Leonel   | Gillian Anderson         |
| Ryōko Matsuzaki   | Jun Fubuki        | Clemen Larumbe     | Jamie Lee Curtis         |
| Miki Hokuto       | Yuriko Yashida    | Adriana Rodríguez  | Christina Hendricks      |
| Yoshio Onodera    | Takashi Naito     | Bernardo Rodríguez | Bruce Dern               |
| Akio Kazama       | Nao Omori         | Urike Aragón       | Chris Noth               |
| Director Tokumaru | Teruyuki Kagawa   | Mario Hernández    | Beau Bridges             |
| Sachiko Hirokouji | Rumi Hiiragi      | Daniela Benítez    | Aubrey Plaza             |
| Sora Matsuzaki    | Haruka Shiraishi  | Cecilia Gómez      | Isabelle Furhman         |
| Riku Matsuzaki    | Tsubasa Kobayashi | Alan García        | Alex Wolff Raymond Ochoa |
| Nobuko Yokoyama   | Toshimi Kanno     | Viviana Armas      | Emily Osment             |
| Yūko              | Aoi Teshima       | Marisol Castro     | Bridget Hoffman          |
| Saori Makimura    | Eiko Kanazawa     | Azucena Martínez   | Elisa Gabrielli          |